# Kambingan Rejo
Kambingan Rejo is een bestuurslaag in het regentschap Pasuruan van de provincie Oost-Java, Indonesië. Kambingan Rejo telt 2388 inwoners (volkstelling 2010).